# أورانوبوليس
أوورانوبوليس (Ουρανόπολις) هي مدينة في هالكيديكي في مقاطعة فوريا إلادا في اليونان.